# Klaus Rosen
Klaus Rosen, né le 31 mai 1937 à Mannheim, Allemagne, est un historien allemand, spécialiste de l'Antiquité classique. Il enseigne à l'université catholique d'Eichstätt-Ingolstadt (de) de 1978 à 1982, puis à l'université rhénane Frédéric-Guillaume de Bonn de 1982 à 2002.

## Biographie
Klaus Rosen naît le 31 mai 1937 à Mannheim. De 1956 à 1961, il étudie la philologie classique, l'histoire et la philosophie à l'Heidelberg, Bonn, Fribourg-en-Brisgau et Munich.
Il enseigne l'histoire à l'université catholique d'Eichstätt-Ingolstadt (de) de 1978 à 1982.

## Œuvres
- Ammianus Marcellinus (= Erträge der Forschung. Band 183). Wissenschaftliche Buchgesellschaft, Darmstadt 1982  (ISBN 3-534-06373-2)
- als Herausgeber: Macht und Kultur im Rom der Kaiserzeit (= Studium universale. Band 16). Bouvier, Bonn, 1994  (ISBN 3-416-02330-7)
- Marc Aurel, 3. Auflage. Rowohlt, Reinbek, 2004  (ISBN 3-499-50539-8)
- Griechische Geschichte erzählt. Von den Anfängen bis 338 v. Chr., Primus, Darmstadt, 2000  (ISBN 3-89678-168-5)
- Die Völkerwanderung, 3. Auflage. Beck, München, 2006  (ISBN 3-406-47980-4)
- Julian. Kaiser, Gott und Christenhasser, Klett-Cotta, Stuttgart, 2006  (ISBN 3-608-94296-3)
- Konstantin der Große. Kaiser zwischen Machtpolitik und Religion, Klett-Cotta, Stuttgart, 2013  (ISBN 978-3-608-94050-3)
- Augustinus. Genie und Heiliger. Zabern, Wiesbaden, 2015  (ISBN 978-3-8053-4860-7)
- Attila. Der Schrecken der Welt. Beck, Munich, 2016  (ISBN 978-3-406-69030-3)